# رالف غرينبيرغ
رالف غرينبيرغ (بالإنجليزية: Ralph Greenberg) هو رياضياتي أمريكي، ولد في 2 سبتمبر 1944 في تشيستر في الولايات المتحدة.